# Янович-Чаинский, Салих Мустафович

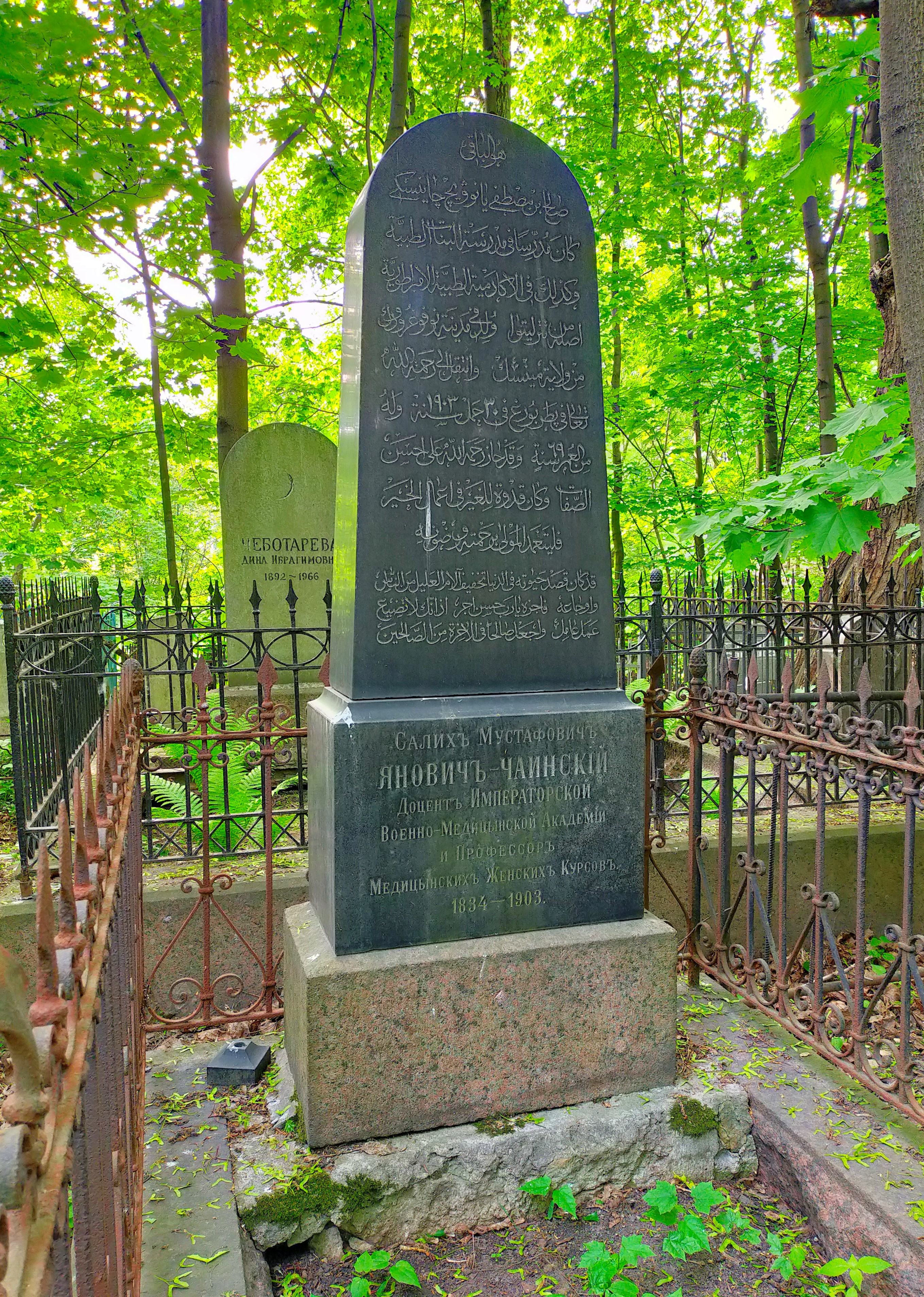
Памятник на могиле С. М. Янович-Чаинского, Магометанское кладбище

Салих Мустафович Янович-Чаинский (1834, Новогрудок—1903, Санкт-Петербург) — российский учёный, хирург, приват-доцент Императорской Военно-медицинской академии, педагог, профессор Высших женских медицинских курсов. Тайный советник.

## Биография
Родился в 1834 году в семье литовских татар, мусульманин. Главный врач Николаевского военного госпиталя в Петербурге.
Первым в России в 1869 году произвёл пересадку кожи. Этот русский хирург впервые отметил связь между толщиной пересаживаемой кожи и успешностью дермопластики ожогового дефекта. Метод пересадки свободными лоскутами кожи, включающими сосочковый слой и эпидермис, накладываемыми на гранулирующую поверхность раны в виде многочисленных мелких островков до сих пор называется методом Ревердена-Яновича-Чаинского-Оллье кожная пластика.
Во время русско-турецкой войны 1877—1878 гг. профессор С. М. Янович-Чаинский в качестве консультанта был командирован в полевые лечебные учреждения, вместе с профессорами С. П. Коломниным, И. O. Корженевским, Е. В. Павловым, П. П. Пелехиным, Н. В. Склифосовским.
Умер 31 марта (13 апреля) 1903 года. Похоронен на Магометанском кладбище в Санкт-Петербурге.
Сын — М. С. Янович-Чаинский, российский офтальмолог, продолжил дело отца. Его именем названа блефаропластика с использованием мелких свободных кожных лоскутов, обладающая преимуществом хорошего приживления.